# Sedlice (Keblov)
Sedlice je malá vesnice, část obce Keblov v okrese Benešov. Nachází se asi 1,5 km na severovýchod od Keblova. V roce 2009 zde bylo evidováno 21 adres.
Sedlice leží v katastrálním území Keblov o výměře 7,11 km².

## Historie
První písemná zmínka o vesnici pochází z roku 1391, kdy zde stála tvrz, na níž do roku 1413 seděl Bartoloměj Temný. Další majitelé se postupně střídali, až roku 1650 byla osada se vším připojena ke Keblovu. Dříve, kdy osada měla kolem 140 obyvatel, byly v širokém okolí známé sedlické vyšívačky holubinek.